# Наниани (Душетский муниципалитет)
Наниани (груз. ნანიანი) — село в Грузии, в муниципалитете Душети края Мцхета-Мтианети. 

## География
Село расположено в центральной части края, в 3 километрах по прямой к северу от центра муниципалитета Душети. Высота центра — 1150 метров над уровнем моря.

## Население
По данным переписи населения 2014 года, в селе проживало 6 человек.
| Год  | Население | Мужчины | Женщины |
| ---- | --------- | ------- | ------- |
| 2002 | 17        | 5       | 12      |
| 2014 | 6         | 4       | 2       |